# Chaux-des-Crotenay
Chaux-des-Crotenay é uma comuna francesa na região administrativa de Borgonha-Franco-Condado, no departamento de Jura. Estende-se por uma área de 11,67 km². Em 2010 a comuna tinha 416 habitantes (densidade: 35,6 hab./km²).